# Ary Barroso
Ary Barroso, (Ary Evangelista de Resende Barroso, Ubá, 1903. november 7. – Rio de Janeiro, 1964. február 9.) brazil zeneszerző, újságíró és zongorista. A számtalanszor feldolgozott Brasil című dal szerzője, például Claudia Leitte is énekelte a 2014-es labdarúgó-világbajnokság megnyitóján, de a Princess együttes is feldolgozta a 2006-ban megjelent Mediterrán albumára.